# Villeréal
Villeréal est une commune française, située dans le département de Lot-et-Garonne (région Nouvelle-Aquitaine).

## Géographie

### Localisation
Villeréal est une Bastide située en Guyenne, en Agenais, située à 575 km de Paris, 35 km au sud de Bergerac et 60 km au nord d'Agen.
Elle se trouve dans la zone d'emploi de Villeneuve-sur-Lot et dans le bassin de vie de Monflanquin.

### Communes limitrophes
Les communes limitrophes sont  Bournel, Dévillac, Mazières-Naresse, Montaut, Rayet, Rives, Saint-Eutrope-de-Born, Saint-Martin-de-Villeréal et Saint-Étienne-de-Villeréal.
| Mazières-Naresse               | Rives                      | Rayet                     |
| Bournel                        | Villeréal                  | Saint-Martin-de-Villeréal |
| Montaut, Saint-Eutrope-de-Born | Saint-Étienne-de-Villeréal | Dévillac                  |

### Géologie et relief
La superficie de la commune est de 13,92 km2 ; son altitude varie de 78  à   168 mètres.

### Hydrographie
Le Dropt, le ruisseau de la Margagnotte, le ruisseau de Labarbière sont les principaux cours d'eau parcourant la commune.

### Climat
Pour des articles plus généraux, voir Climat de la Nouvelle-Aquitaine et Climat de Lot-et-Garonne.
Historiquement, la commune est exposée à un climat océanique aquitain.  
En 2020, Météo-France publie une typologie des climats de la France métropolitaine dans laquelle la commune est exposée à un climat océanique altéré et est dans la région climatique Aquitaine, Gascogne, caractérisée par une pluviométrie abondante au printemps, modérée en automne, un faible ensoleillement au printemps, un été chaud (19,5 °C), des vents faibles, des brouillards fréquents en automne et en hiver et des orages fréquents en été (15 à 20 jours).
Pour la période 1971-2000, la température annuelle moyenne est de 13,1 °C, avec une amplitude thermique annuelle de 15,2 °C. Le cumul annuel moyen de précipitations est de 806 mm, avec 10,3 jours de précipitations en janvier et 7,2 jours en juillet. Pour la période 1991-2020, la température moyenne annuelle observée sur la station météorologique la plus proche, située sur la commune de Lacapelle-Biron à 13 km à vol d'oiseau, est de 13,6 °C et le cumul annuel moyen de précipitations est de 833,3 mm,. Pour l'avenir, les paramètres climatiques de la commune estimés pour 2050 selon différents scénarios d'émission de gaz à effet de serre sont consultables sur un site dédié publié par Météo-France en novembre 2022.

## Urbanisme
Le village est une bastide du XIIIe siècle édifiée en quatre ans sur un plan régulier typique de ces villes nouvelles closes instituées par le pouvoir féodal au Moyen Âge.

### Typologie
Au 1er janvier 2024, Villeréal est catégorisée bourg rural, selon la nouvelle grille communale de densité à sept niveaux définie par l'Insee en 2022.
Elle est située hors unité urbaine et hors attraction des villes,.

### Occupation des sols

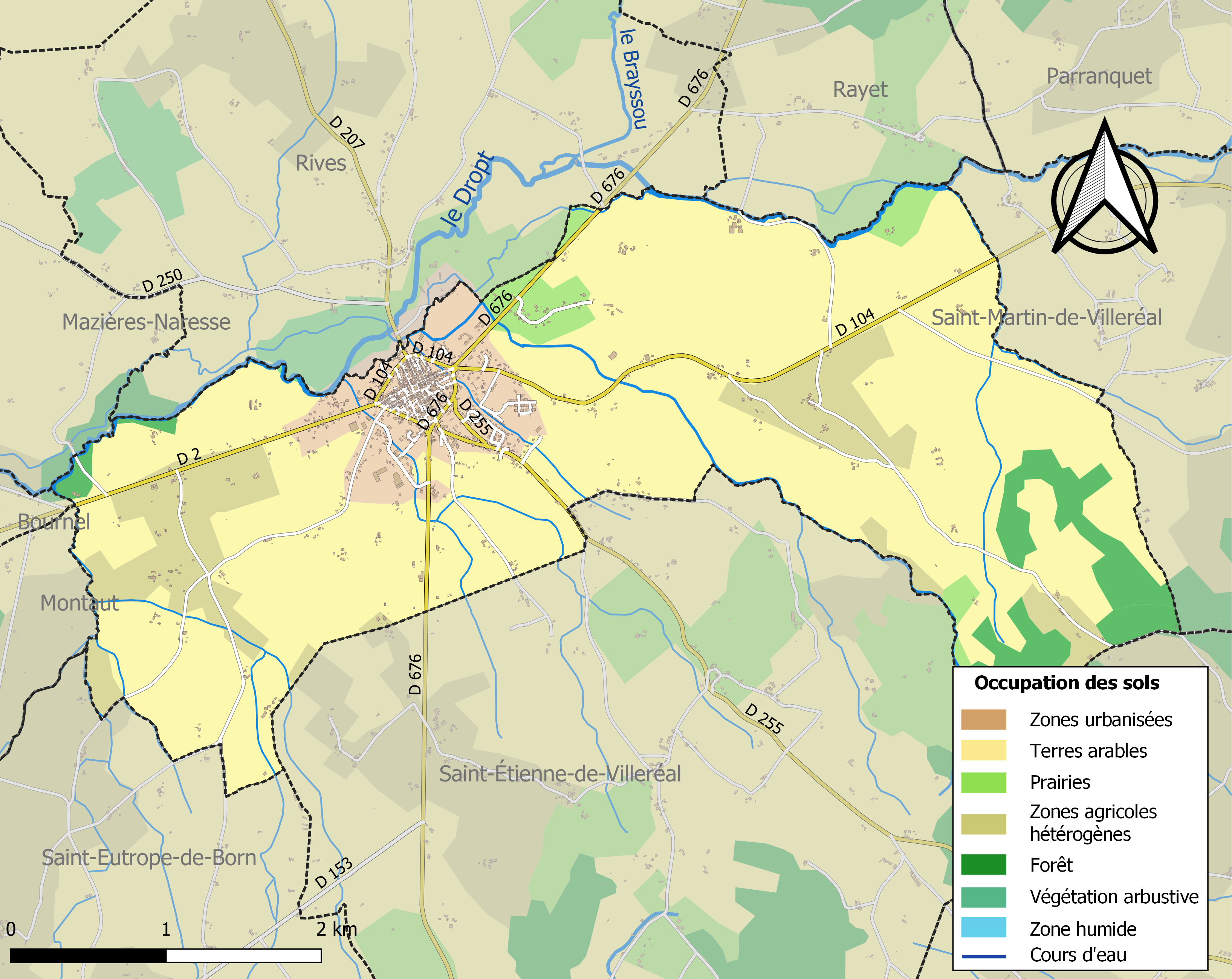
Carte des infrastructures et de l'occupation des sols de la commune en 2018 (CLC).

L'occupation des sols de la commune, telle qu'elle ressort de la base de données européenne d’occupation biophysique des sols Corine Land Cover (CLC), est marquée par l'importance des territoires agricoles (85,3 % en 2018), en diminution par rapport à 1990 (87,6 %). La répartition détaillée en 2018 est la suivante : 
terres arables (70,7 %), zones agricoles hétérogènes (11,6 %), zones urbanisées (8,3 %), forêts (6,3 %), prairies (3 %). L'évolution de l’occupation des sols de la commune et de ses infrastructures peut être observée sur les différentes représentations cartographiques du territoire : la carte de Cassini (XVIIIe siècle), la carte d'état-major (1820-1866) et les cartes ou photos aériennes de l'IGN pour la période actuelle (1950 à aujourd'hui).

### Habitat et logement
En 2020, le nombre total de logements dans la commune était de 899, alors qu'il était de 855 en 2015 et de 813 en 2010.
Parmi ces logements, 75,9 % étaient des résidences principales, 9,7 % des résidences secondaires et 14,5 % des logements vacants. Ces logements étaient pour 82,5 % d'entre eux des maisons individuelles et pour 16,4 % des appartements.
Le tableau ci-dessous présente la typologie des logements à Villeréal en 2020 en comparaison avec celle de Lot-et-Garonne et de la France entière. Une caractéristique marquante du parc de logements est ainsi une proportion de résidences secondaires et logements occasionnels (9,7 %) supérieure à celle du département (6,3 %) et à celle de la France entière (9,7 %).
| Typologie                                               | Villeréal | Lot-et-Garonne | France entière |
| ------------------------------------------------------- | --------- | -------------- | -------------- |
| Résidences principales (en %)                           | 75,9      | 81,9           | 82,1           |
| Résidences secondaires et logements occasionnels (en %) | 9,7       | 6,3            | 9,7            |
| Logements vacants (en %)                                | 14,5      | 11,7           | 8,2            |

### Risques naturels et technologiques
Le territoire de la commune de Villeréal est vulnérable à différents aléas naturels : météorologiques (tempête, orage, neige, grand froid, canicule ou sécheresse), inondations, mouvements de terrains et séisme (sismicité très faible). Un site publié par le BRGM permet d'évaluer simplement et rapidement les risques d'un bien localisé soit par son adresse soit par le numéro de sa parcelle.
Certaines parties du territoire communal sont susceptibles d’être affectées par le risque d’inondation par une crue à  débordement lent de cours d'eau, notamment le Dropt. La commune a été reconnue en état de catastrophe naturelle au titre des dommages causés par les inondations et coulées de boue survenues en 1982, 1986, 1988, 1993, 1999, 2006, 2009 et 2021,.
Les mouvements de terrains susceptibles de se produire sur la commune sont des affaissements et effondrements liés aux cavités souterraines (hors mines) et des tassements différentiels. Afin de mieux appréhender le risque d’affaissement de terrain, un inventaire national permet de localiser les éventuelles cavités souterraines sur la commune.

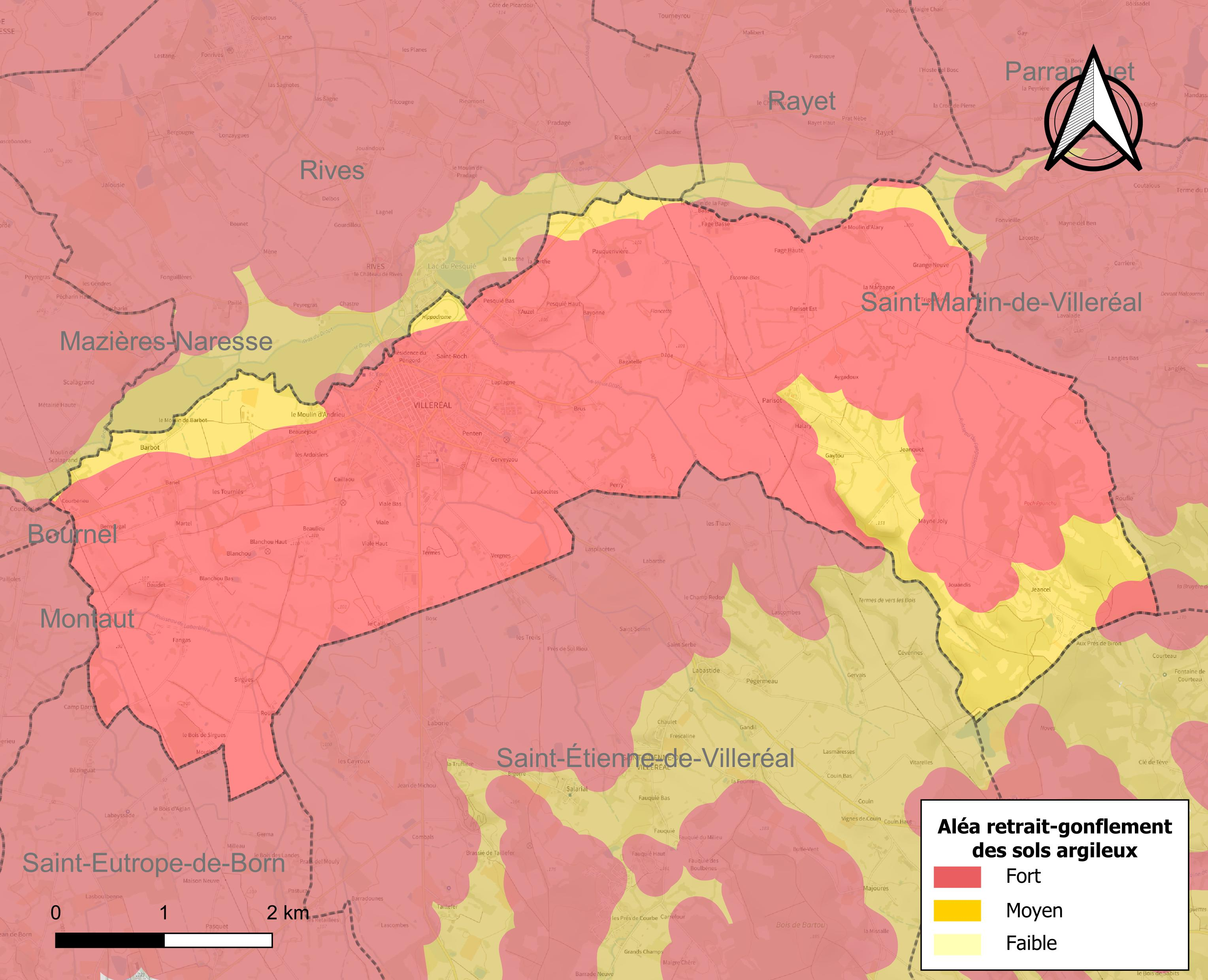
Carte des zones d'aléa retrait-gonflement des sols argileux de Villeréal.

Le retrait-gonflement des sols argileux est susceptible d'engendrer des dommages importants aux bâtiments en cas d’alternance de périodes de sécheresse et de pluie. La totalité de la commune est en aléa moyen ou fort (91,8 % au niveau départemental et 48,5 % au niveau national). Depuis le 1er octobre 2020, en application de la loi ELAN, différentes contraintes s'imposent aux vendeurs, maîtres d'ouvrages ou constructeurs de biens situés dans une zone classée en aléa moyen ou fort,.
Concernant les mouvements de terrains, la commune a été reconnue en état de catastrophe naturelle au titre des dommages causés par la sécheresse en 1989, 1991, 2002, 2011 et 2017 et par des mouvements de terrain en 1999.

## Histoire

### Moyen Âge
Au XIIIe siècle, le nord-est de l'Agenais est un pays de bois, une marche frontière du comté de Toulouse.
Alphonse de Poitiers, frère de Saint Louis,  est comte de Toulouse depuis 1249 par son mariage avec Jeanne de Toulouse, fille de Raymond VII de Toulouse. Il construit  quatre bastides pour peupler la région : Monflanquin en 1256, Castillonnès en 1259, Villeréal en 1267 et Eymet en 1270.
Le 4 décembre 1259, Saint Louis signe le traité de Paris avec le roi d'Angleterre Henri III pour arrêter le conflit. Par ce traité, le roi de France rétrocède au roi d'Angleterre la suzeraineté sur le Limousin, le Périgord, la Guyenne, le Quercy, la Saintonge, et l'Agenais si Alphonse de Poitiers, époux de Jeanne de Toulouse (héritière de l'Agenais et le Quercy notamment), meurt sans héritier. En échange, le roi de France recevra l'hommage féodal du roi d'Angleterre pour ses seigneuries en France et son renoncement à la Normandie, au Maine, à l'Anjou et au Poitou. Ce traité amène Alphonse de Poitiers à développer la construction des bastides.
Le 30 novembre 1267, Gaston III de Gontaut cède un terrain dans la forêt de Montlabour, de la juridiction de Biron, à Alphonse de Poitiers pour fonder la bastide de Villeréal mais s'y réserve un droit de péage et tout ce qui lui appartient hors de l'enceinte.
Fin août 1271, Jeanne de Toulouse et Alphonse de Poitiers meurent. Le comté de Toulouse est réuni à la couronne conformément au traité de Paris de 1229.
Le roi d'Angleterre exige l'application des clauses du traité de Paris de 1259. En application du traité d'Amiens, en 1279, le roi Philippe III cède l'Agenais, la Saintonge et le Ponthieu au roi d'Angleterre.
Cette « ville royale » est anglaise pendant la guerre de Cent Ans. Elle a changé plusieurs fois de suzeraineté entre 1279 et 1453.

### Temps modernes
Lors des Guerres de Religion, en  avril 1569, la bastide est prise et des habitants sont massacrés par un groupe de protestants venant de Bergerac, puis, le 25 octobre 1572, ils prennent à nouveau la ville et incendient l'église. La voûte s'effondre, elle est remplacée par un plafond lambrissé.
Entre 1651 et 1652, pendant la Fronde, le marquis de Biron décide de faire occuper la bastide par une garnison de six compagnies de soldats qui saccagèrent la contrée.

### Époque contemporaine

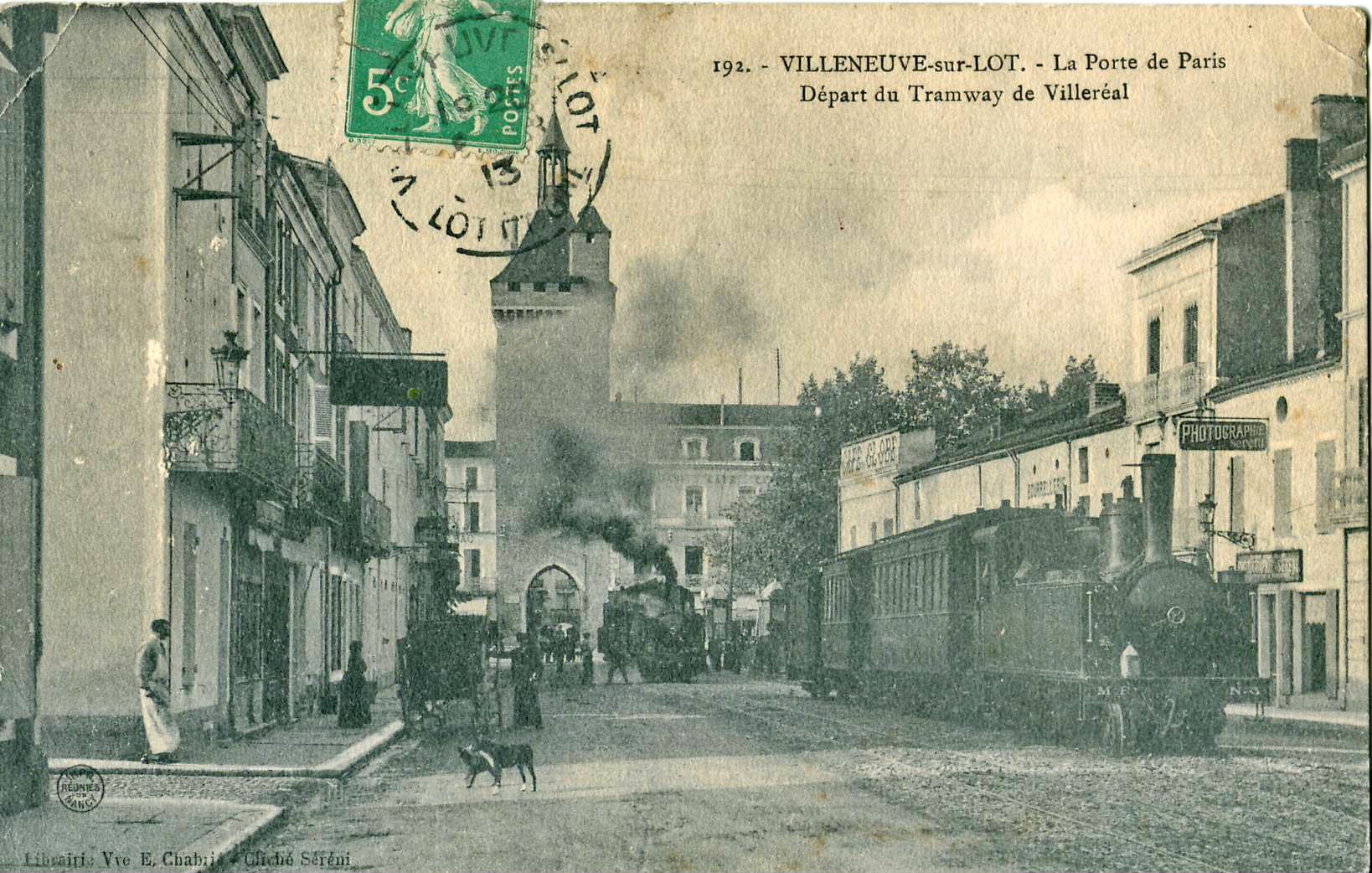
Rame au départ de Villeneuve-sur-Lot, pour Monflanquin et Villeréal, vers 1913

En 1839, la commune, instituée par la Révolution française, absorbe celle de Parizot.
Le village a été le termimus de 1911 à 1933 de la ligne Villeneuve-sur-Lot (ville) -  Beauregard - Monflanquin - Villeréal des Tramways de Lot-et-Garonne, un réseau départemental de chemin de fer secondaire à voie métrique.
De 1972 à 1981, Rives est intégrée à la commune avant de redevenir une commune autonome,.
Le 30 juin 2018, Villeréal rejoint officiellement la liste des « plus beaux villages de France » grâce à son architecture et son patrimoine remarquable.

## Politique et administration

### Rattachements administratifs et électoraux

#### Rattachements administratifs
La commune se trouve dans l'arrondissement de Villeneuve-sur-Lot du département du Lot-et-Garonne.
Elle était depuis 1793 le chef-lieu du canton de Villeréal. Dans le cadre du redécoupage cantonal de 2014 en France, cette circonscription administrative territoriale a disparu, et le canton n'est plus qu'une circonscription électorale.

#### Rattachements électoraux
Pour les élections départementales, la commune fait partie depuis 2014 du canton du Haut-Agenais Périgord.
Pour l'élection des députés, elle fait partie de la troisième circonscription de Lot-et-Garonne.

### Intercommunalité
Villeréal était le siège de la petite communauté de communes du Pays Villeréalais, un établissement public de coopération intercommunale (EPCI) à fiscalité propre créé en 1996 et auquel la commune avait transféré un certain nombre de ses compétences, dans les conditions déterminées par le code général des collectivités territoriales.
Conformément aux prescriptions de la loi de réforme des collectivités territoriales du 16 décembre 2010, qui a prévu le renforcement et la simplification des intercommunalités et la constitution de structures intercommunales de grande taille, cette intercommunalité a fusionné avec ses voisines pour former, le 1er janvier 2013, la communauté de communes des Bastides en Haut-Agenais Périgord, dont est désormais membre la commune.

### Jumelages
- Château-Chinon (Ville) (France).
- Saint-Georges-de-Mons (France).
- La Sotonera (Espagne).

## Population et société

### Démographie

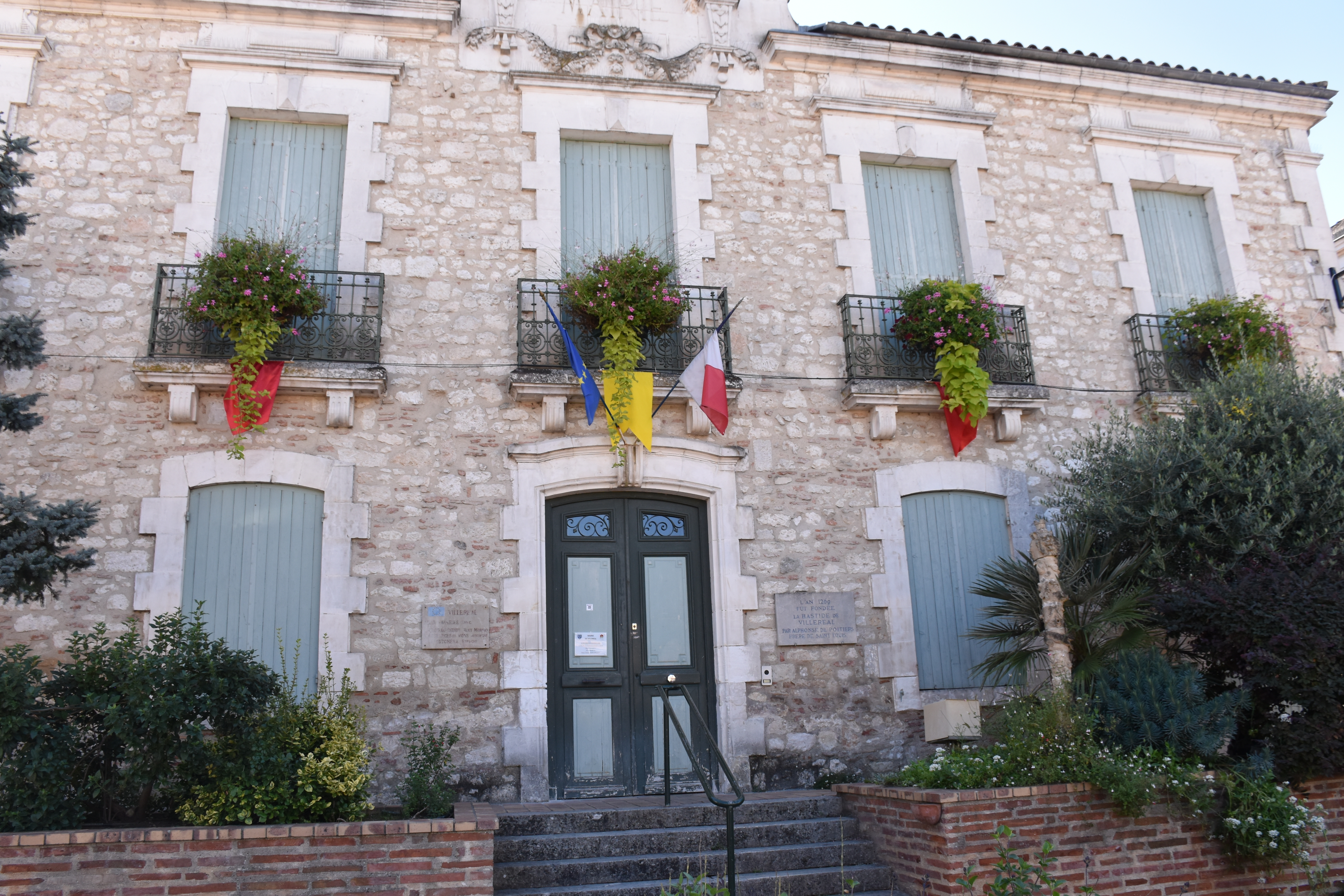
La mairie.

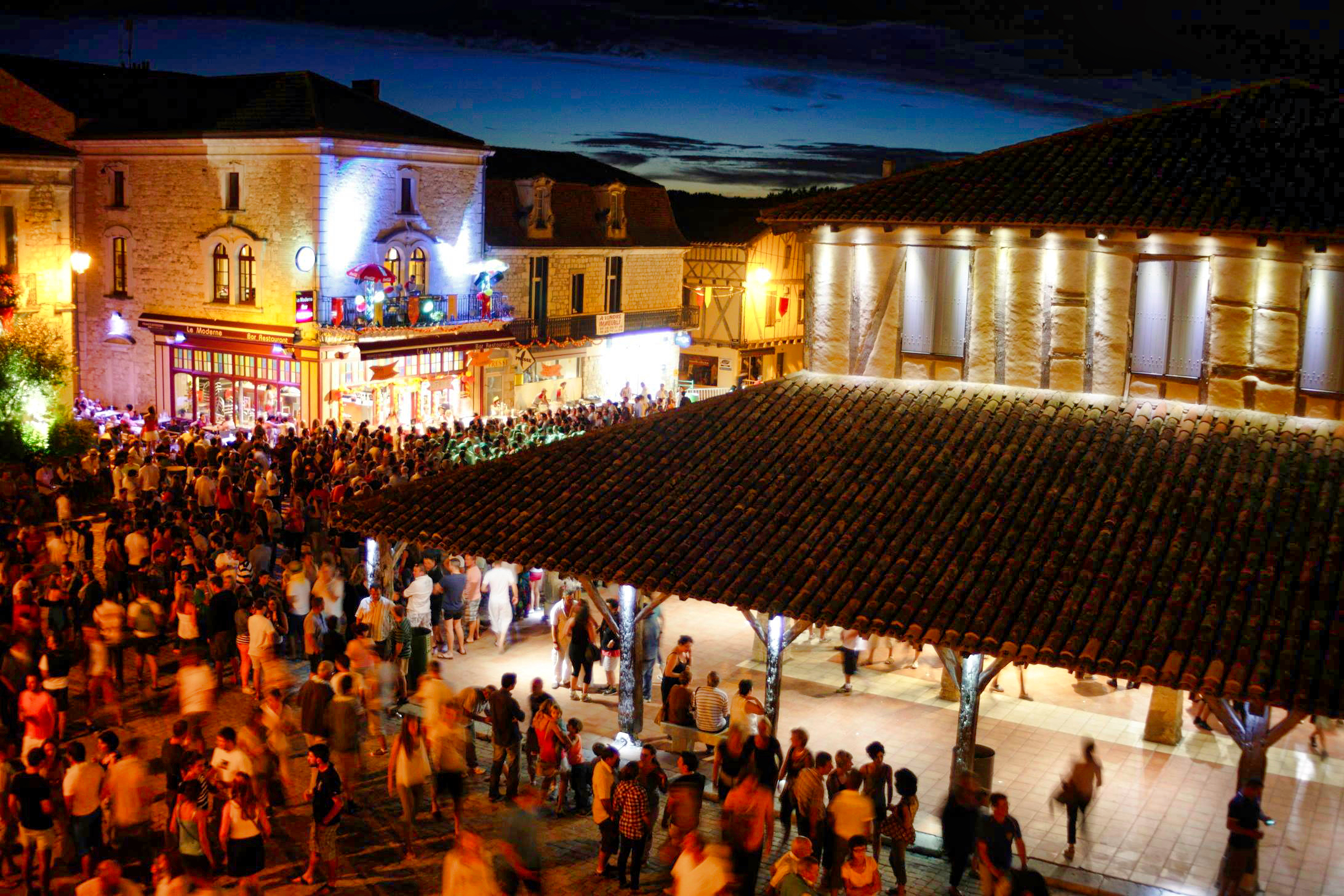
Bodéga de Villeréal

L'évolution du nombre d'habitants est connue à travers les recensements de la population effectués dans la commune depuis 1793. Pour les communes de moins de 10 000 habitants, une enquête de recensement portant sur toute la population est réalisée tous les cinq ans, les populations de référence des années intermédiaires étant quant à elles estimées par interpolation ou extrapolation. Pour la commune, le premier recensement exhaustif entrant dans le cadre du nouveau dispositif a été réalisé en 2005.

En 2022, la commune comptait 1 265 habitants, en évolution de −0,55 % par rapport à 2016 (Lot-et-Garonne : −0,18 %, France hors Mayotte : +2,11 %).
| 1793  | 1800  | 1806  | 1821  | 1831  | 1836  | 1841  | 1846  | 1851  |
| ----- | ----- | ----- | ----- | ----- | ----- | ----- | ----- | ----- |
| 1 080 | 1 264 | 1 283 | 1 295 | 1 382 | 1 423 | 1 687 | 1 664 | 1 746 |

| 1856  | 1861  | 1866  | 1872  | 1876  | 1881  | 1886  | 1891  | 1896  |
| ----- | ----- | ----- | ----- | ----- | ----- | ----- | ----- | ----- |
| 1 697 | 1 719 | 1 686 | 1 642 | 1 804 | 1 741 | 1 728 | 1 560 | 1 617 |

| 1901  | 1906  | 1911  | 1921  | 1926  | 1931  | 1936  | 1946  | 1954  |
| ----- | ----- | ----- | ----- | ----- | ----- | ----- | ----- | ----- |
| 1 541 | 1 510 | 1 428 | 1 114 | 1 155 | 1 186 | 1 251 | 1 274 | 1 211 |

| 1962  | 1968  | 1975  | 1982  | 1990  | 1999  | 2005  | 2006  | 2010  |
| ----- | ----- | ----- | ----- | ----- | ----- | ----- | ----- | ----- |
| 1 142 | 1 280 | 1 359 | 1 138 | 1 195 | 1 186 | 1 249 | 1 257 | 1 314 |

| 2015  | 2020  | 2022  | - | - | - | - | - | - |
| ----- | ----- | ----- | - | - | - | - | - | - |
| 1 263 | 1 275 | 1 265 | - | - | - | - | - | - |

### Manifestations culturelles et festivités
Fête emblématique de la bastide de Villeréal, la Bodéga a lieu depuis 20 ans[C'est-à-dire ?] le dernier dimanche de juillet. Organisée sur un esprit festif, de musique et de gastronomie aux airs espagnols, elle rassemble chaque année entre 5000 et 8000 personnes dans le village le temps d'une soirée[réf. nécessaire].

### Sports et loisirs
- Union Sportive Villeréalaise, qui a évolué dans le championnat de France de 3e division fédérale.

Championnat de France Honneur de rugby à XV 2003 en battant le CA Bédarieux 19-17, Vice champion de France Honneur  de rugby à XV 2014 (battu par Saint-Girons SC 34-19. 
Juniors (Entente des 4 Cantons Haut Agenais) : Champion de France Balandrade 2008, champion de France Philiponeau 2004[réf. nécessaire], 
- Hippodrome de Pesquie-Bas.

## Économie
- Viticulture : Cépage abouriou, originaire de la commune..

## Culture locale et patrimoine

### Lieux et monuments

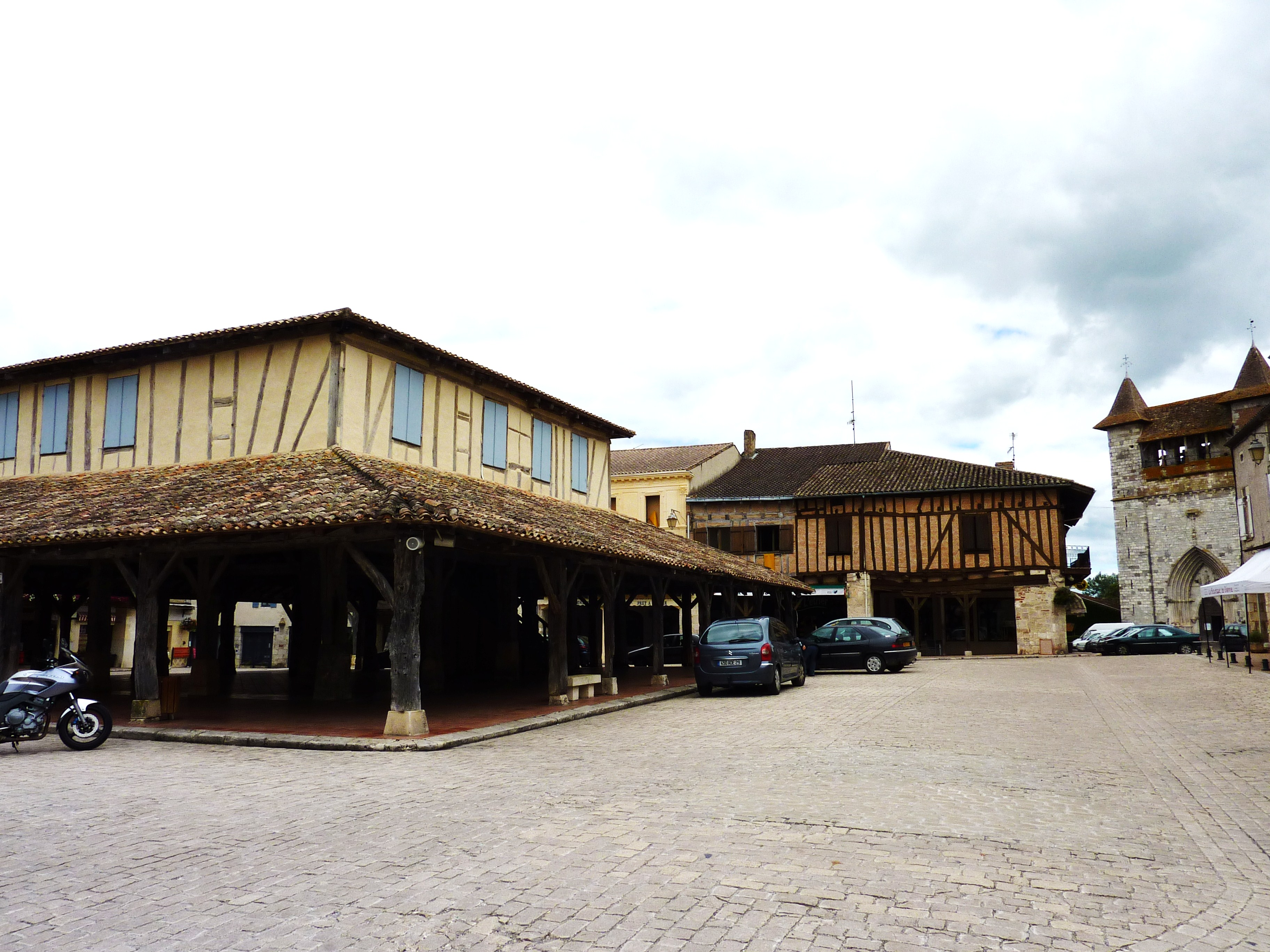
Halle, église et maisons à colombages.

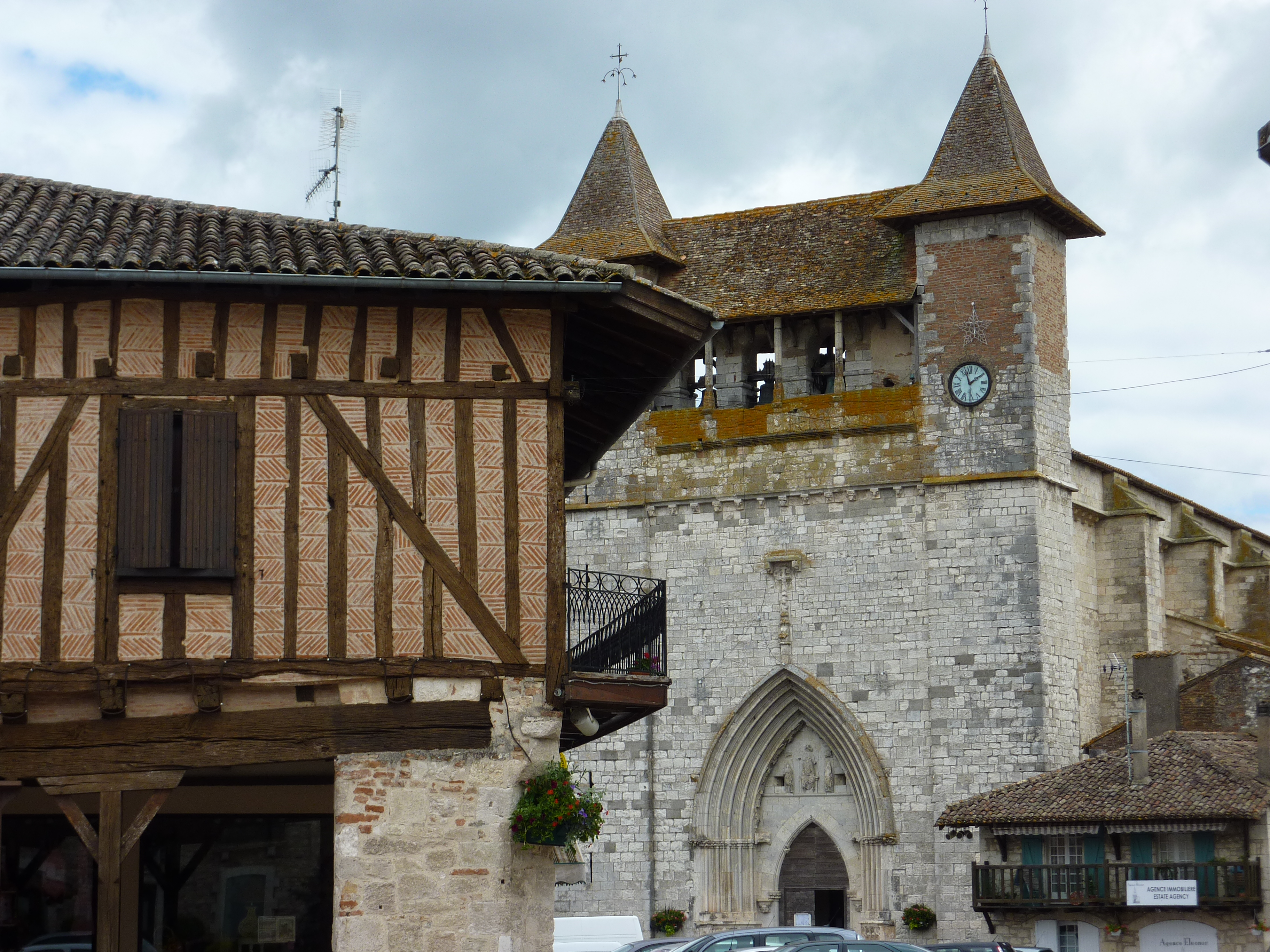
Église et maison à colombages sur la place principale.

- Bastide (ville nouvelle du Moyen Âge) dont la construction commence en 1267. La ville est d'abord entourée de fossés larges d'environ sept mètres creusés par les habitants de la bastide. Celle-ci est quadrillée par huit rues se coupant à angles droits, divisant la ville en ville haute et ville basse. des ruelles traversières, les cerrerots, permettent de séparer les parcelles et d'assurer une meilleure protection contre l'incendie. On ne pouvait entrer dans la bastide que par la rue Saint-Michel où un pont permettait de franchir les douves côté ouest. Au centre se trouvait la place entourée de couverts au-dessus desquels se trouvaient les maisons des marchands. Le rez-de-chaussée servait au commerce et à l'artisanat.
Dans un angle, côté nord, une maison servait de tour de guet.
Près de l'église, avec laquelle il communiquait, avait été construit un fort avec quatre tours. Il était l'habitation du bailli et la prison. Le fort a été rasé en 1786. Il n'en reste plus que le nom donné à l'endroit[37].

- Église Notre-Dame  Classé MH (1927)[38],[39],[40]. 
 L'église a été construite dans le style gothique méridional. Elle a un plan de croix latine et comprend quatre chapelles.  Sa construction a été entreprise en même temps que la bastide, à partir de 1267. Elle servait de dernier réduit de défense de la population de la bastide aussi les murs sont épais et munis de contreforts. Elle est flanquée de tourelles d'angle, celle à gauche de la façade contient l'escalier à vis éclairé par des meurtrières donnant accès au chemin de ronde coiffé d'une toiture en bâtière. L'église pouvait recevoir une vingtaine de défenseurs. La tourelle de droite comprend à son sommet une chambre ayant servi de prison. On y a logé aujourd'hui l'horloge. Elle était entourée d'un fossé et on y accédait par un pont-levis. Cette protection a dû devenir obsolète quand les Anglais ont entrepris d'entourer la bastide d'une enceinte au début du XIVe siècle. L'église a encore servi de refuge aux habitants pendant la Fronde.
 Le tympan du portail à voussures était orné de statuettes qui ont été mutilées pendant les guerres de religion. Les portes latérales ont été murées en 1789. L'église possède trois cloches. La plus ancienne a été fondue en 1711, une autre en 1864, la dernière en 1950. 
Longueur : 39 m
Largeur : 26 m
Hauteur : 14 m
La nef comprend cinq travées.
Des travaux de restauration ont été entrepris à partir de 1881. Les murs sont rehaussés de 4 mètres. La voûte actuelle a été refaite en 1884-1885. Des tribunes ont alors été construites. Les fenêtres ont été munies de vitraux représentant des scènes bibliques et des mystères de Notre Dame.
Le retable à caissons du XVIIe siècle a été restauré en 1994.

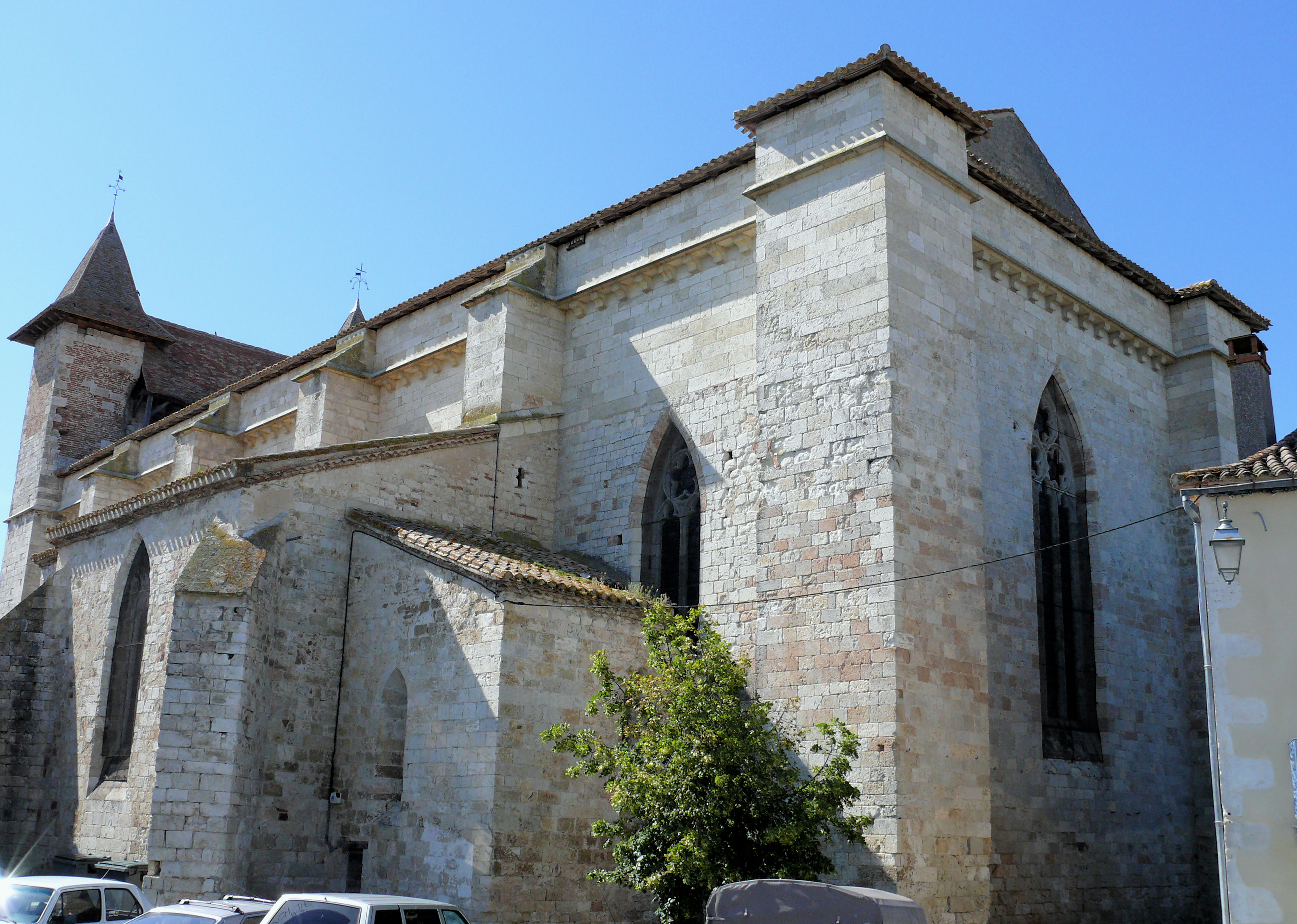
Chevet de l'église.
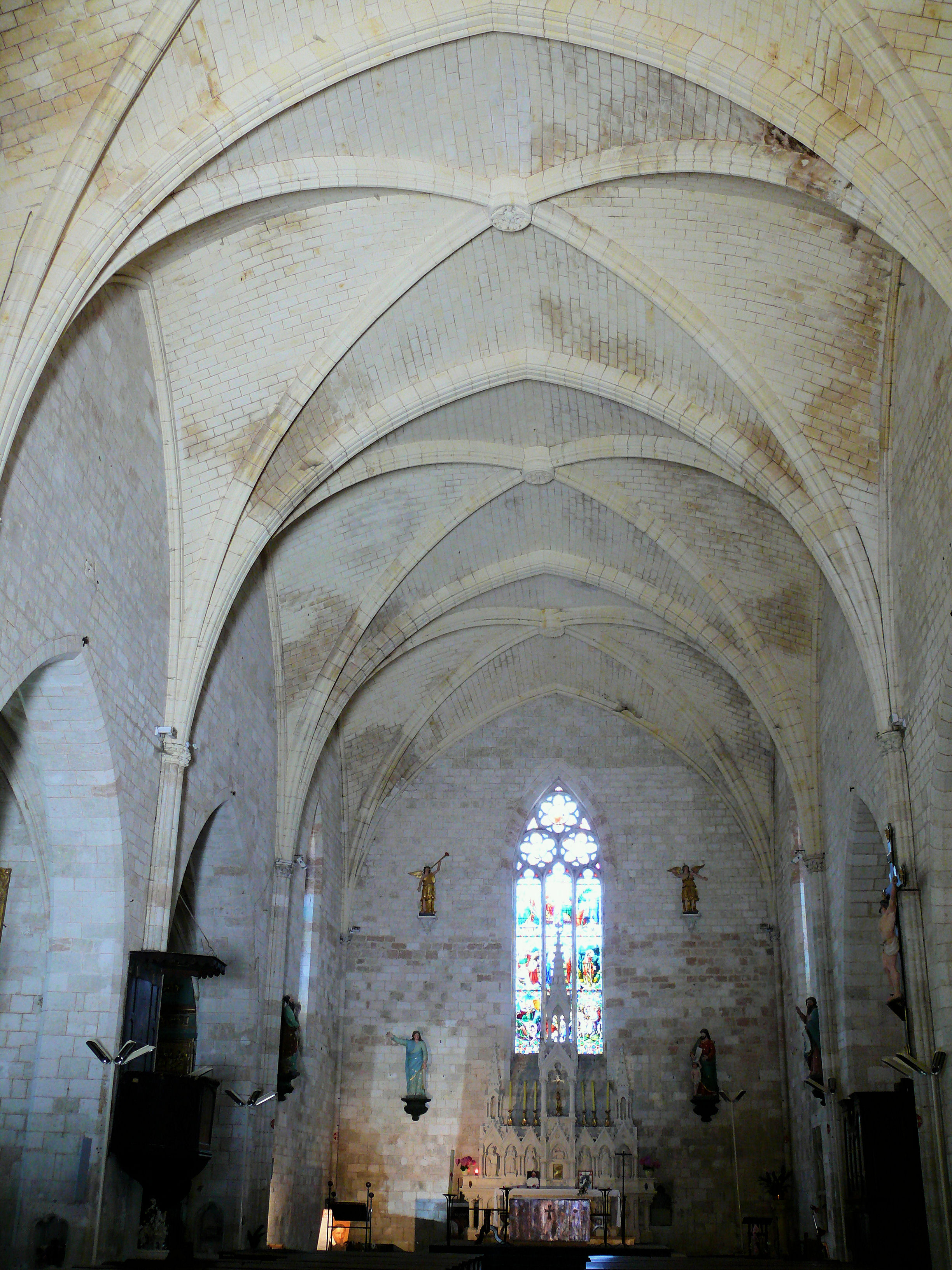
Nef de l'église.
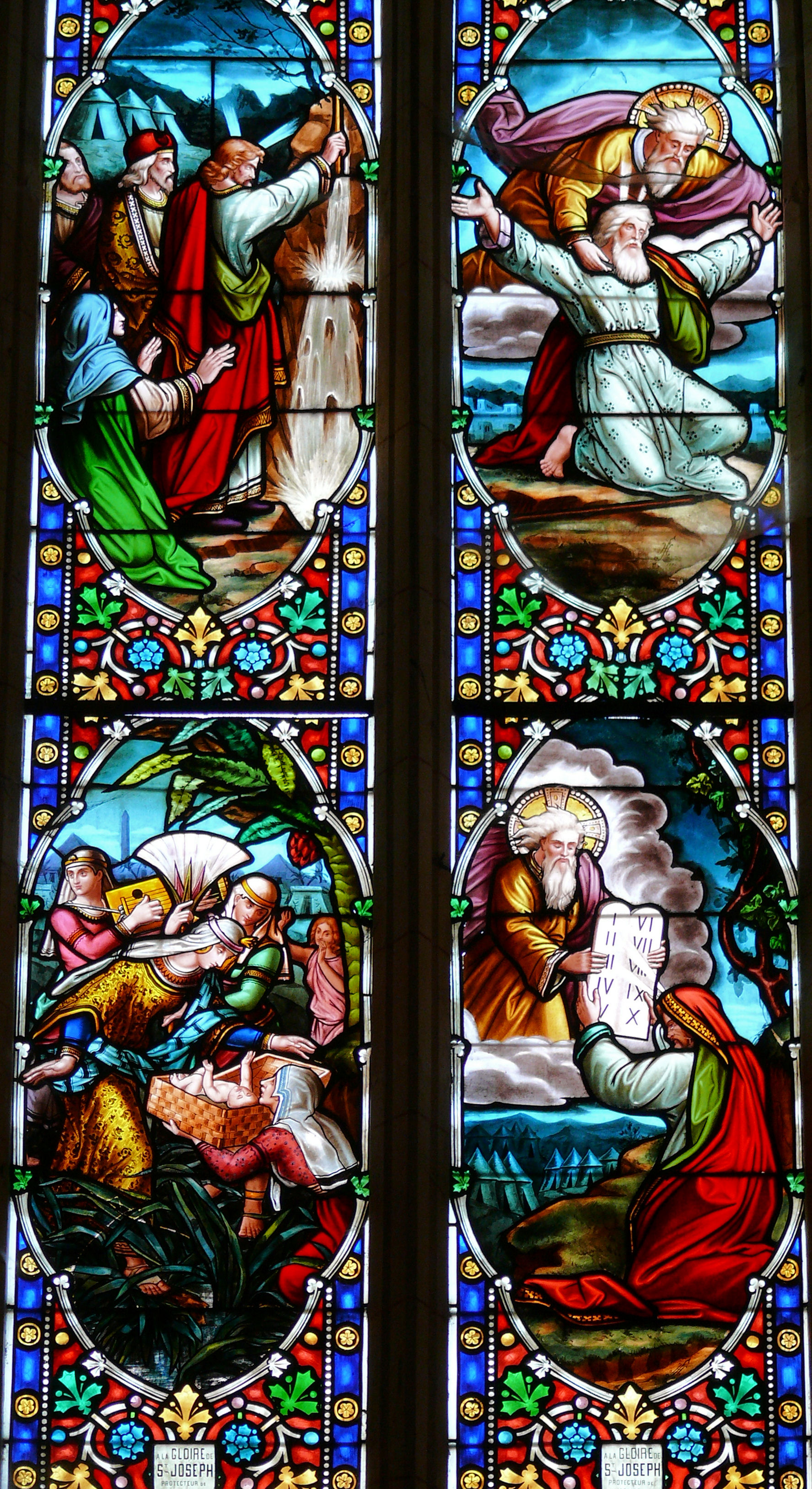
Vitrail de l'histoire de Moïse.
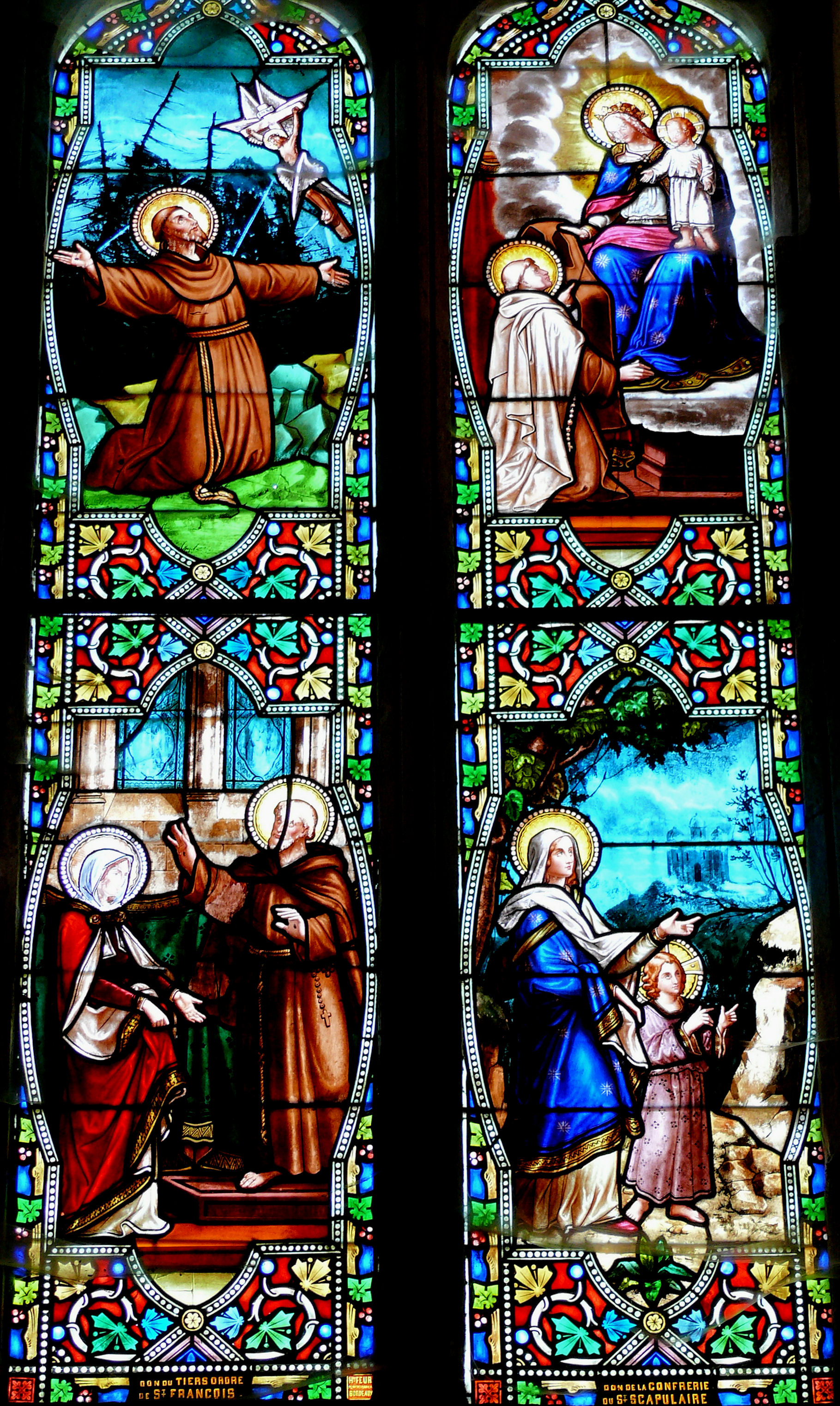
Vitrail de saint François.

- Halle centrale XIVe  Classé MH (2007)[41] sur piliers de bois avec étage en torchis. Elle a été refaite en conservant des éléments plus anciens, aux environs de 1515 d'après l'étude dendrochronologique des piliers en chêne. Elle avait d'abord été construite en chêne avec les arbres de l'endroit. Elle abritait les mesures à grain officielles. Elle a été surélevée d'un étage en pans de bois garnis de torchis qui a servi de salle consulaire, ou maison des jurats, où se réunissaient les notables de la bastide jusqu'en 1908. 
Radio 4, une radio locale associative, s'y est installée en 1983[42].

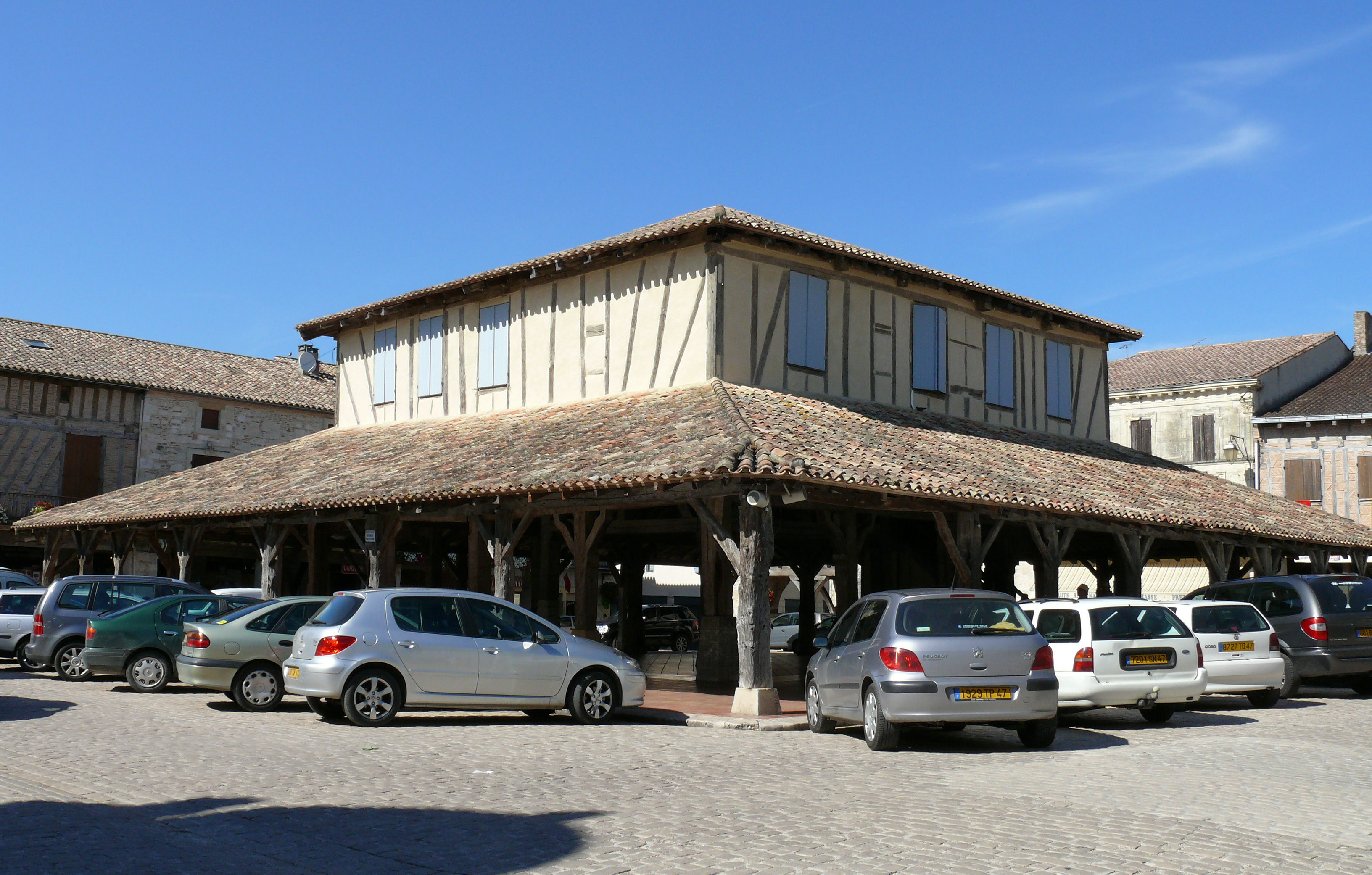
Halle.
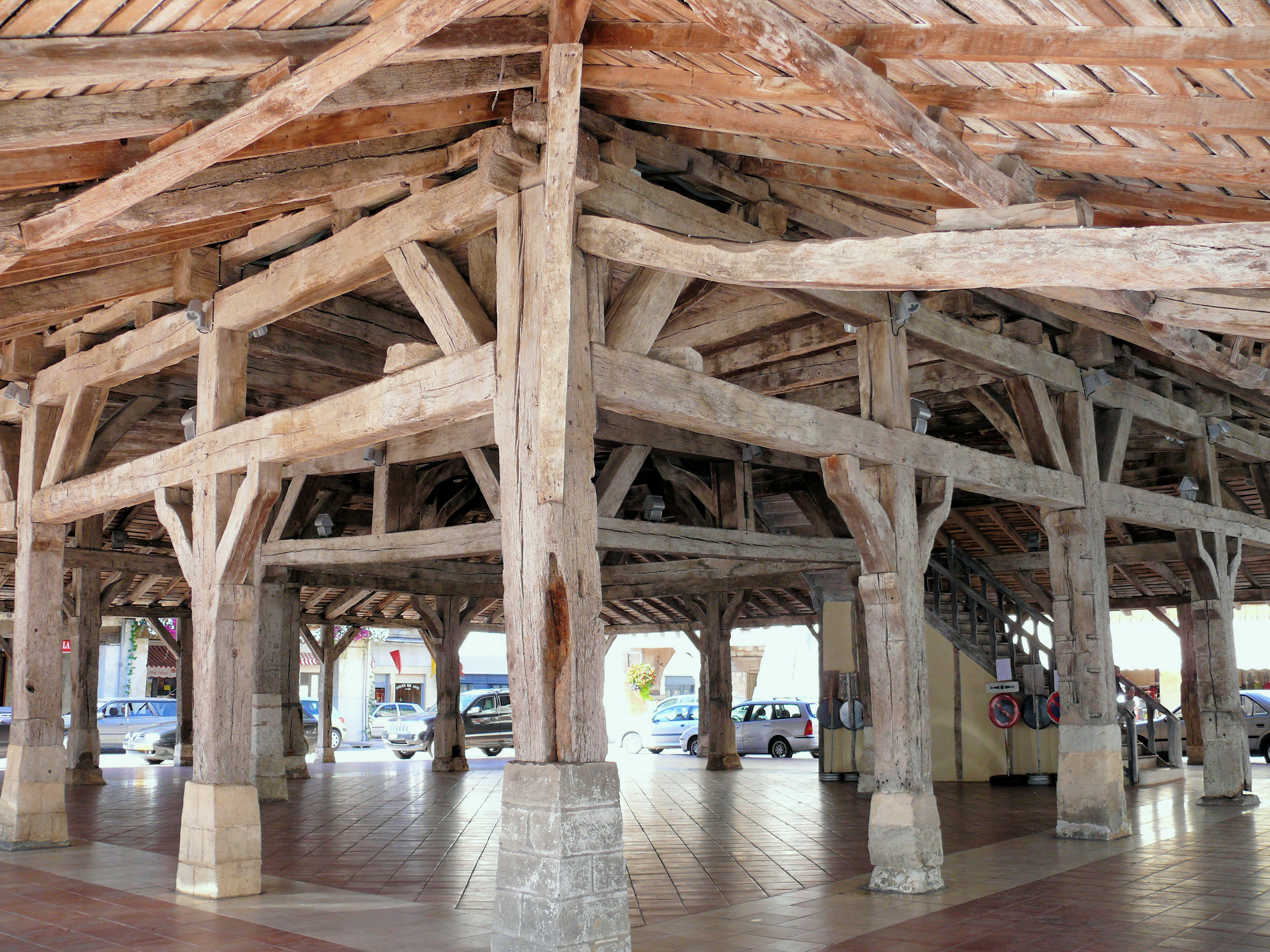
Charpente de la halle.
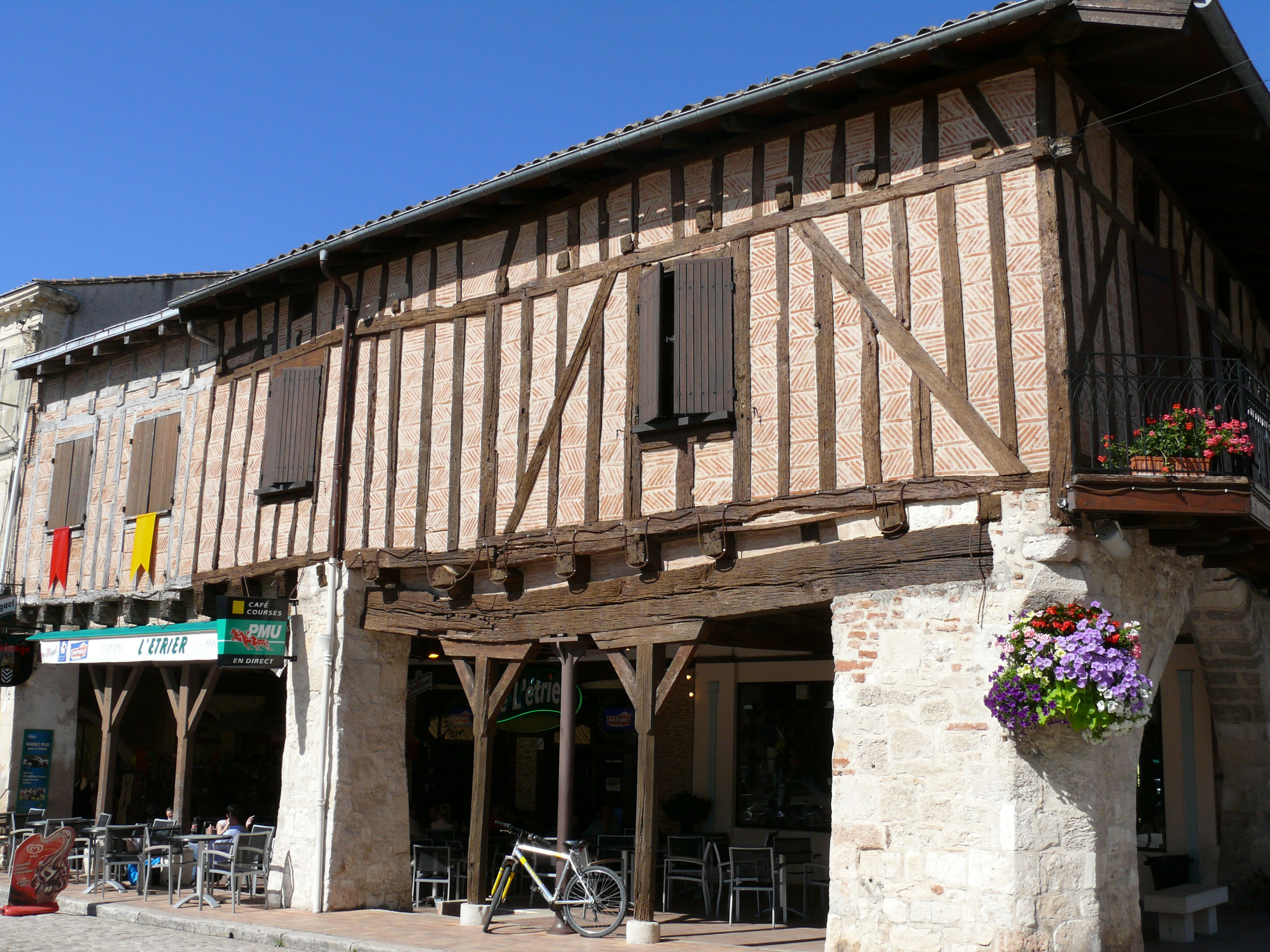
Maisons sur cornières.
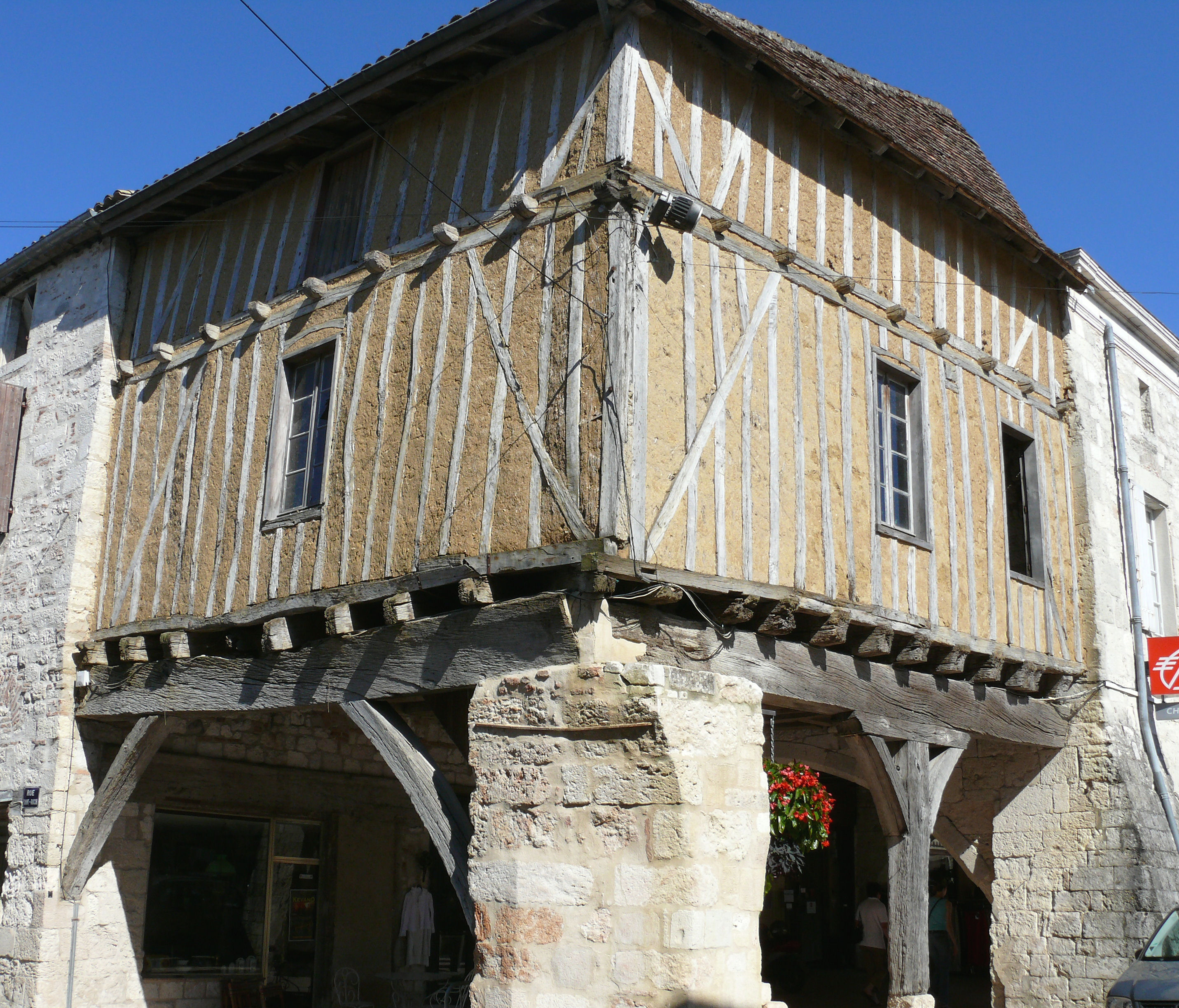
Maison sur cornières.

- Ancien couvent des Filles de la Foy. Ce couvent a été créé sur le côté ouest de la place de la halle, en 1713, pour l'enseignement des filles. L'ensemble a été morcelé, en 1908, au moment de la construction de la mairie qui a aussi entraîné la disparition des trois maisons à cornière qui subsistaient.
- Maison, 34 rue Saint-Roch. Cette maison à deux niveaux a une très belle façade en pierre appareillée. On peut voir au premier étage une fenêtre à croisée de la fin du XVe siècle. Une autre fenêtre à deux quartiers plus petite se trouve au deuxième étage. La tradition locale l'appelait « maison du bayle ». Elle était probablement la maison d'un riche marchand.
- Léproserie : une maison du quartier Saint-Roch, rue Sainte-Colombe, aurait pu servir d'asile pour les lépreux d'après la porte sculptée sur laquelle on peut lire « Deus noster refugium » (« Dieu est notre refuge »), mais il pourrait s'agir de pierres de réemploi.
- Ancienne gare des tramways de Lot-et-Garonne, boulevard Alphonse de Poitiers.
- Hippodrome de Pesquie-Bas

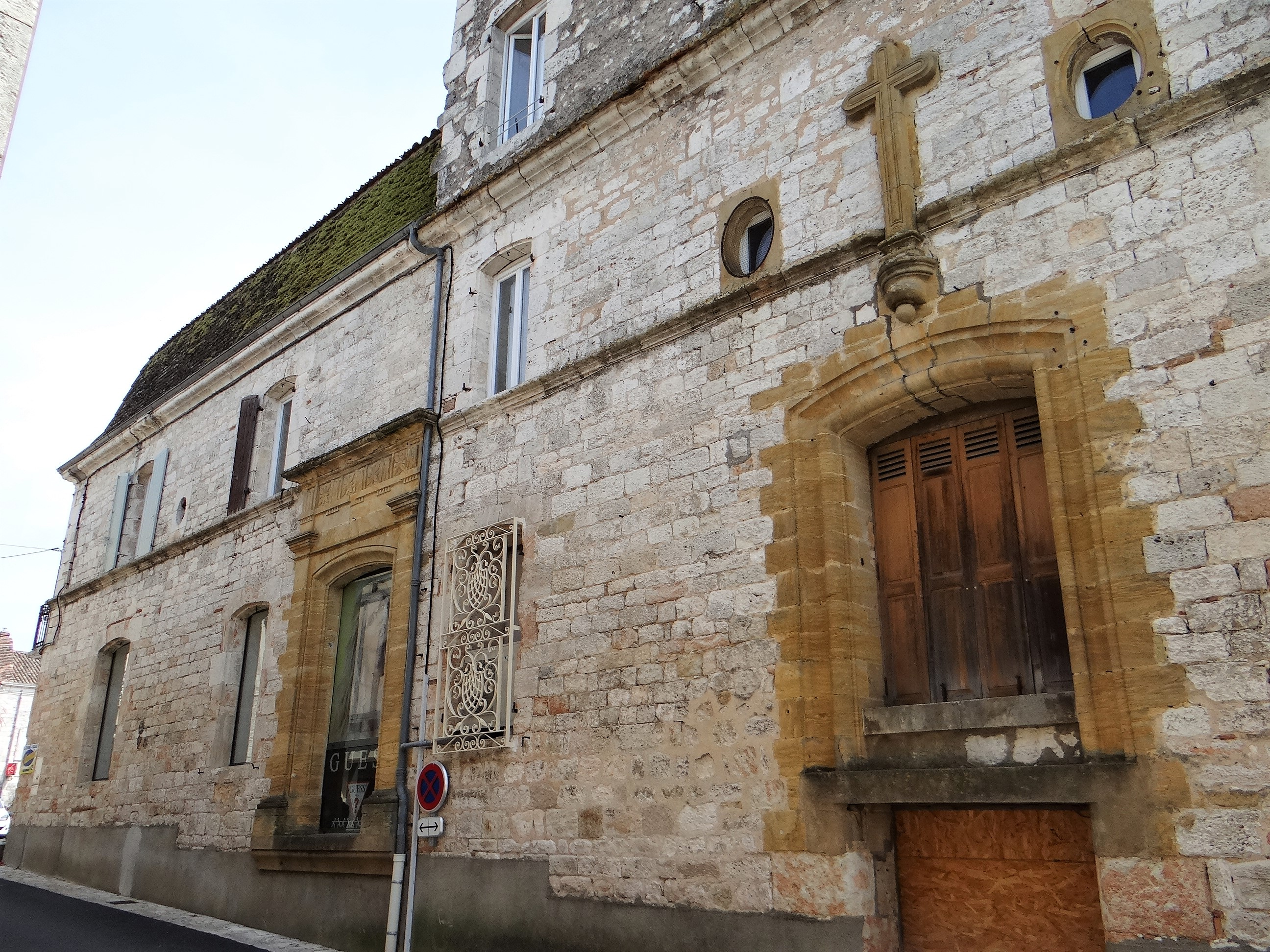
Ancien couvent des Filles de la Foy
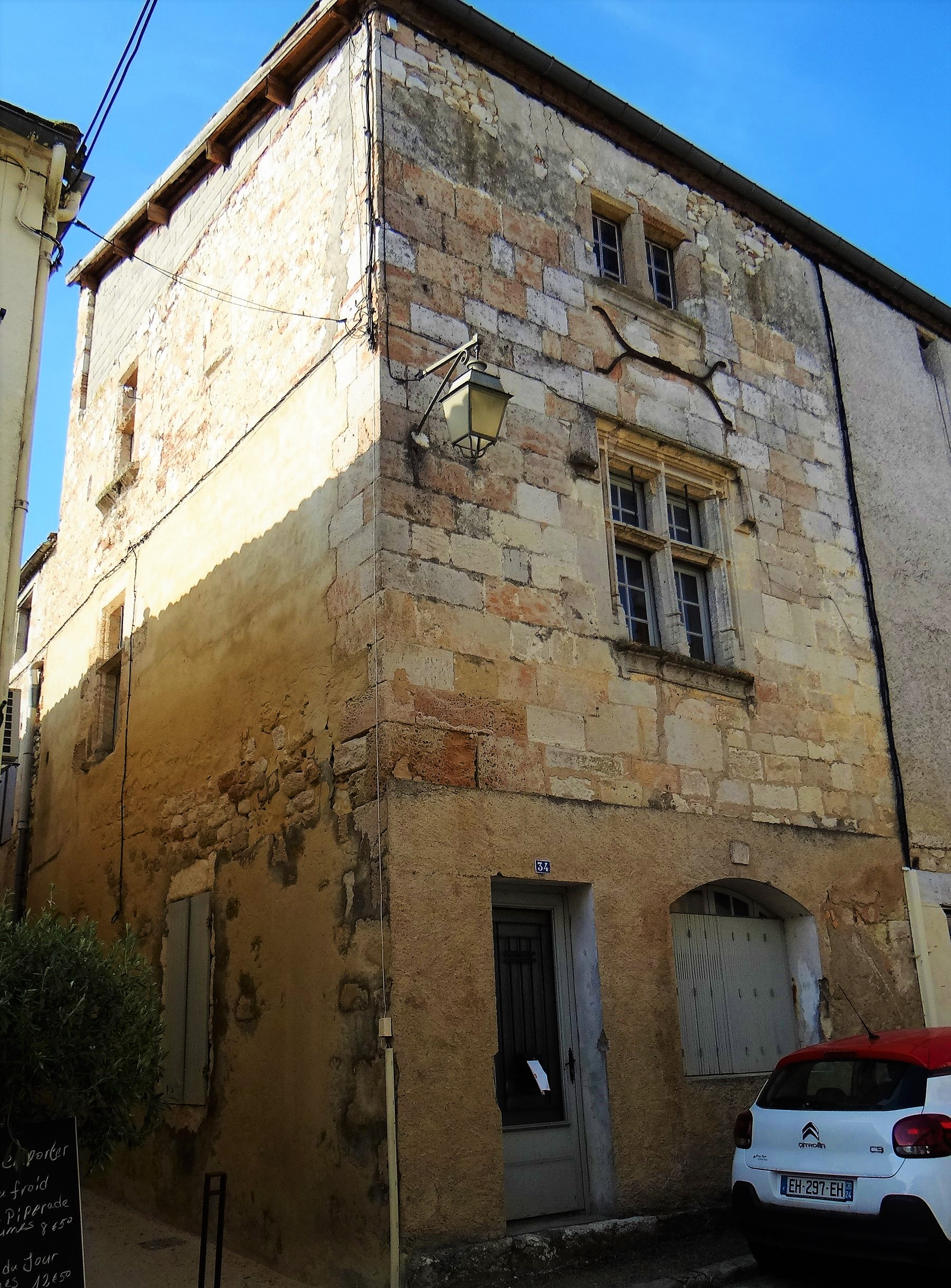
Maison de la fin du XVe siècle, 34 rue Saint-Roch
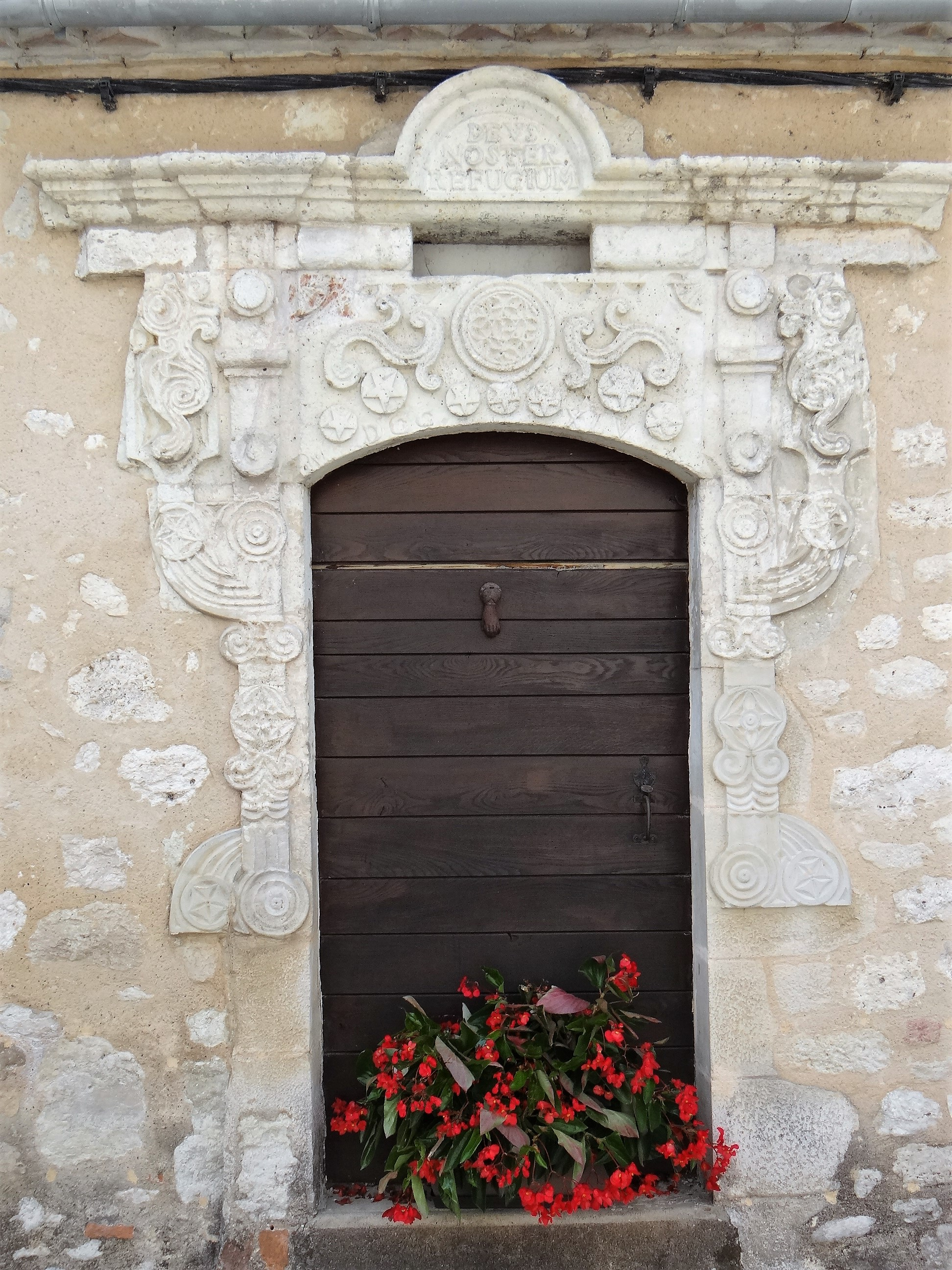
Ancienne porte d'un refuge pour lépreux, rue Sainte-Colombe
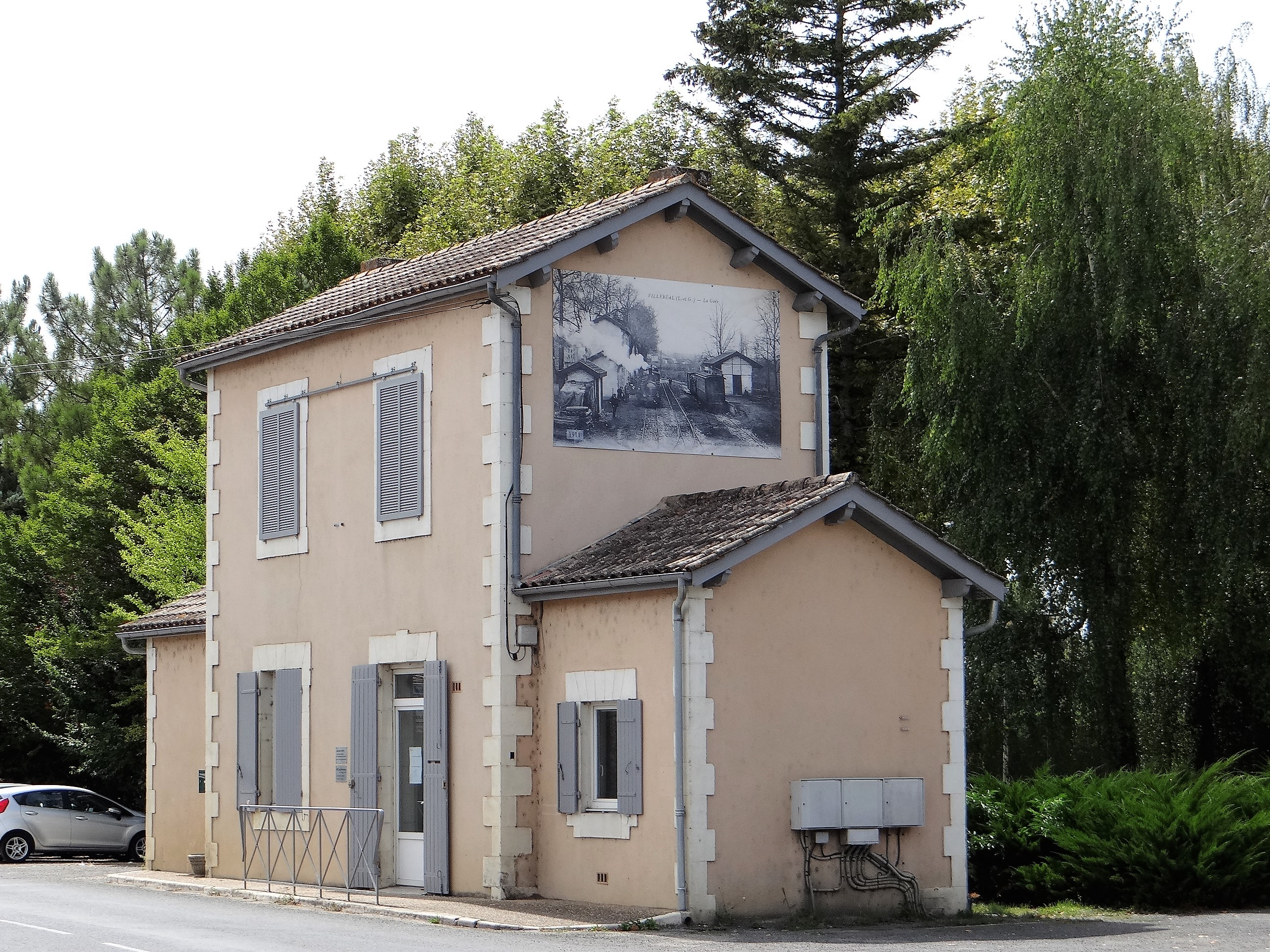
Ancienne gare des tramways de Lot-et-Garonne

### Personnalités liées à la commune
- Roger Bissière (1886-1964),  peintre français de la nouvelle École de Paris., y est né.
- Philippe Petit (né en 1954), guitariste, auteur, compositeur de jazz français, et professeur de guitare jazz au conservatoire de Nice, a habité à Villeréal dans son enfance.
- Nicolas Cazalé, acteur de cinéma et de télévision français[pourquoi ?]

### Héraldique
| Blason de Villeréal | Blason  | D'azur à trois tours d'or maçonnées de sable.    |
| Blason de Villeréal | Détails | Le statut officiel du blason reste à déterminer. |

## Pour approfondir